# 努力義務
努力義務（どりょくぎむ）とは、日本の法制上「〜するよう努めなければならない」などと規定され、努力義務に従わなくても刑事罰や過料等の法的制裁を受けない作為義務・不作為義務のことである。
遵守されるか否かは当事者の任意の理解と協力にのみ左右され、またその達成度も当事者の判断に委ねられる。
憲法におけるプログラム規定と似ているが、プログラム規定は憲法上で行政立法の判断で国家が努力すべき義務と規定しており、国民に課されていない。

## 趣旨
努力義務規定は、主に国民に法的義務を課すのになじまない行為の作為または不作為を命じる場合、急激に規制を強化することによる激変緩和措置として設けられる場合、小規模団体に大規模団体なみの厳格な規制を一律作為または不作為を命じることがふさわしくない場合などに小規模団体について法文上何らかの措置を求める場合に規定される場合が多い。

### 国民の権利を制約するおそれのある行為に対する努力義務規定
例えば、東京都青少年の健全な育成に関する条例（昭和39年東京都条例第181号）7条は、図書類の発行等を業とするものに対し、「図書類又は映画等の内容が、青少年に対し、性的感情を刺激し、残虐性を助長し、又は自殺若しくは犯罪を誘発し、青少年の健全な成長を阻害するおそれがあると認めるときは、相互に協力し、緊密な連絡の下に、当該図書類又は映画等を青少年に販売し、頒布し、若しくは貸し付け、又は観覧させないように努めなければならない。」と規定しているが、仮にこのようなものを法的義務として罰則等を設けた場合、憲法21条の保障する表現の自由や刑罰法規の明確性を保障した憲法31条に抵触する恐れがある。

### 国民一般に一定の作為または不作為を命じることがなじまない場合
例えば、同条例10条1項は知事が指定した映画（青少年の健全育成を阻害するものとして同条例8条1項1号により知事が指定した映画）について、興行場を経営する者及びその代理人、使用人その他の従業者に対し「青少年に観覧させてはならない。」と義務規定を定め、同義務に違反した者に対し、知事部局の職員または警察官は警告を発することができ、さらにその警告に従わなかったときは刑事罰に処せられることが規定されている。
その一方で、同条例10条2項において、「何人も、青少年に指定映画を観覧させないように努めなければならない。」と規定し、興行場関係者以外の一般市民に対しては努力義務を定めるにとどまっている。これは、国民全般に青少年に対し指定映画を観覧させないよう必要な措置をとることを法的義務を課すことは義務の範囲を不明確にするとともに、憲法31条で保障する過度に広範な刑罰規定の禁止の原則に抵触する可能性もあることから、そのように規定されたと解されている。

### 激変緩和措置的意味合いのある場合
1999年改正前の男女雇用機会均等法は、募集・採用や配置・昇進についての差別的取扱いについて努力義務にとどまっていたが、1999年に義務規定に改められた。これは、急進的に新制度を導入することが当時の社会的事情では困難であったため、当面は新制度の浸透を図り、段階的に法律を改定すべきものと認められた事例である。民事訴訟法の1996年改正で盛り込まれた当事者照会に罰則がないのも同旨である。こちらは2008年現在まだ改正されていない。
2016年4月に施行された、障害を理由とする差別の解消の推進に関する法律においては、日本国政府や地方公共団体・独立行政法人・特殊法人などは、障害者への合理的配慮に対策を取り込む事を法定義務としているが、民間事業者については、努力義務とされている。

## 努力義務の例

### 努力義務にされたもの
- 2020年 - 企業のパワーハラスメントの防止対策の義務化。2019年の労働施策総合推進法の改正によって盛り込まれた。
- 2023年 - 「自転車のヘルメット着用」の全年齢化。これまでは13歳未満の子どもが対象であった。

### 努力義務から正式な義務へ変更されたもの
- 1985年 - 男女雇用機会均等法 (1997年の法改正に伴い、「義務規定」へ変更)
- 1971年 - 自動車の後部座席のシートベルト着用（2008年の道路交通法改正に伴い、「義務規定」へ変更）